# Baha’a Abdul-Rahman
Baha’a Abdul-Rahman Mustafa Sulejman (ur. 5 stycznia 1987 w Ammanie) – jordański piłkarz, grający na pozycji pomocnika w klubie Al-Faisaly Amman.

## Kariera klubowa
Baha’a Abdul-Rahman rozpoczął swoją zawodową karierę w 2005 roku w klubie Al-Faisaly Amman. Z Al-Faisaly zdobył mistrzostwo Jordanii w 2007, 2008, 2009, Puchar Jordanii w 2009 oraz AFC Cup w 2005. W latach 2008–2009 był zawodnikiem saudyjskiego klubu. W 2012 wrócił do Al-Faisaly. Z Al-Faisaly zdobył mistrzostwo Jordanii w 2010. W sezonie 2012/2013 grał w Al-Taawoun FC, a w 2013/2014 w That Ras Club. w 2014 wróćił do Al-Faisaly. Zdobył z nim dwa puchary kraju w 2015 i 2017 oraz mistrzostwo w sezonie 2016/2017.

## Kariera reprezentacyjna
W reprezentacji Jordanii Abdul-Rahman zadebiutował 24 stycznia 2008 roku w zremisowanym 1:1 towarzyskim meczu z Irakiem. W 2011 został powołany na Puchar Azji 2011, a w 2019 na Puchar Azji 2019.